# کپور جردان
کپور جردان (نام علمی: Puntius jerdoni) نام یک گونه از تیره کپورماهیان است.